# Velika nagrada Italije 2010
Velika nagrada Italije 2010 je štirinajsta dirka Svetovnega prvenstva Formule 1 v sezoni 2010. Odvijala se je 12. septembra 2010 na dirkališču Autodromo Nazionale Monza. Zmagal je Fernando Alonso s Ferrarijem, ki je osvojil tudi najboljši štartni položaj in postavil najhitrejši krog, drugo mesto je osvojil Jenson Button, McLaren-Mercedes, tretji pa je bil Felipe Massa, Ferrari.
Jenson Button je iz drugega štartnega mesta najbolje štartal in prevzel vodstvo pred Fernandom Alonsom, Lewis Hamilton se je prebil na četrto mesto, v šikani Roggia pa je s sprednjo desno pnevmatiko trčil v zadnjo levo pnevmatiko dirkalnika Felipeja Masse in moral odstopiti zaradi polomljene obese, Massa pa je lahko nadaljeval. Alonso in Massa sta vseskozi sledila Buttonu, toda nista imela dovolj visoke hitrosti na ravnini za napad nanj. V 36. krogu je na postanek v bokse zapeljal vodilni Button, kar je izkoristil Alonso s hitrim krogom in krog kasneje hitrim postankom v boksih, kar mu je prineslo vodstvo na dirki in zmago. Massa je ostal tretji, Sebastian Vettel se je z edinim postankom prav v zadnjem krogu prebil na četrto mesto, Nico Rosberg je bil peti, Mark Webber pa je s šestim mestom ponovno prevzel vodstvo v skupnem seštevku.

## Rezultati
* - kazen.

### Kvalifikacije
| Poz | Št | Dirkač             | Konstruktor          | 1. del   | 2. del   | 3. del   | Št. m. |
| --- | -- | ------------------ | -------------------- | -------- | -------- | -------- | ------ |
| 1   | 8  | Fernando Alonso    | Ferrari              | 1:22,646 | 1:22,297 | 1:21,962 | 1      |
| 2   | 1  | Jenson Button      | McLaren-Mercedes     | 1:23,085 | 1:22,354 | 1:22,084 | 2      |
| 3   | 7  | Felipe Massa       | Ferrari              | 1:22,421 | 1:22,610 | 1:22,293 | 3      |
| 4   | 6  | Mark Webber        | Red Bull-Renault     | 1:23,431 | 1:22,706 | 1:22,433 | 4      |
| 5   | 2  | Lewis Hamilton     | McLaren-Mercedes     | 1:22,830 | 1:22,394 | 1:22,623 | 5      |
| 6   | 5  | Sebastian Vettel   | Red Bull-Renault     | 1:23,235 | 1:22,701 | 1:22,675 | 6      |
| 7   | 4  | Nico Rosberg       | Mercedes             | 1:23,529 | 1:23,055 | 1:23,027 | 7      |
| 8   | 10 | Nico Hülkenberg    | Williams-Cosworth    | 1:23,516 | 1:22,989 | 1:23,037 | 8      |
| 9   | 11 | Robert Kubica      | Renault              | 1:23,234 | 1:22,880 | 1:23,039 | 9      |
| 10  | 9  | Rubens Barrichello | Williams-Cosworth    | 1:23,695 | 1:23,142 | 1:23,328 | 10     |
| 11  | 14 | Adrian Sutil       | Force India-Mercedes | 1:23,493 | 1:23,199 |          | 11     |
| 12  | 3  | Michael Schumacher | Mercedes             | 1:23,840 | 1:23,388 |          | 12     |
| 13  | 23 | Kamui Kobajaši     | BMW Sauber-Ferrari   | 1:24,273 | 1:23,659 |          | 13     |
| 14  | 16 | Sébastien Buemi    | Toro Rosso-Ferrari   | 1:23,744 | 1:23,681 |          | 14     |
| 15  | 12 | Vitalij Petrov     | Renault              | 1:24,086 | 1:23,819 |          | 20*    |
| 16  | 17 | Jaime Alguersuari  | Toro Rosso-Ferrari   | 1:24,083 | 1:23,919 |          | 15     |
| 17  | 22 | Pedro de la Rosa   | BMW Sauber-Ferrari   | 1:24,442 | 1:24,044 |          | 16     |
| 18  | 18 | Jarno Trulli       | Lotus-Cosworth       | 1:25,540 |          |          | 17     |
| 19  | 19 | Heikki Kovalainen  | Lotus-Cosworth       | 1:25,742 |          |          | 18     |
| 20  | 15 | Vitantonio Liuzzi  | Force India-Mercedes | 1:25,774 |          |          | 19     |
| 21  | 24 | Timo Glock         | Virgin-Cosworth      | 1:25,934 |          |          | 24*    |
| 22  | 25 | Lucas di Grassi    | Virgin-Cosworth      | 1:25,974 |          |          | 21     |
| 23  | 21 | Bruno Senna        | HRT-Cosworth         | 1:26,847 |          |          | 22     |
| 24  | 20 | Sakon Jamamoto     | HRT-Cosworth         | 1:27,020 |          |          | 23     |

### Dirka
| Poz | Št | Dirkač             | Konstruktor          | Krogi | Čas/Odstop  | Št. m. | Toč |
| --- | -- | ------------------ | -------------------- | ----- | ----------- | ------ | --- |
| 1   | 8  | Fernando Alonso    | Ferrari              | 53    | 1:16:24,572 | 1      | 25  |
| 2   | 1  | Jenson Button      | McLaren-Mercedes     | 53    | +2,938      | 2      | 18  |
| 3   | 7  | Felipe Massa       | Ferrari              | 53    | +4,223      | 3      | 15  |
| 4   | 5  | Sebastian Vettel   | Red Bull-Renault     | 53    | +28,196     | 6      | 12  |
| 5   | 4  | Nico Rosberg       | Mercedes             | 53    | +29,942     | 7      | 10  |
| 6   | 6  | Mark Webber        | Red Bull-Renault     | 53    | +31,276     | 4      | 8   |
| 7   | 10 | Nico Hülkenberg    | Williams-Cosworth    | 53    | +32,812     | 8      | 6   |
| 8   | 11 | Robert Kubica      | Renault              | 53    | +34,028     | 9      | 4   |
| 9   | 3  | Michael Schumacher | Mercedes             | 53    | +44,948     | 12     | 2   |
| 10  | 9  | Rubens Barrichello | Williams-Cosworth    | 53    | +1:04,213   | 10     | 1   |
| 11  | 16 | Sébastien Buemi    | Toro Rosso-Ferrari   | 53    | +1:05,056   | 14     |     |
| 12  | 15 | Vitantonio Liuzzi  | Force India-Mercedes | 53    | +1:06,106   | 19     |     |
| 13  | 12 | Vitalij Petrov     | Renault              | 53    | +1:18,919   | 20     |     |
| 14  | 22 | Pedro de la Rosa   | BMW Sauber-Ferrari   | 52    | +1 krog     | 16     |     |
| 15  | 17 | Jaime Alguersuari  | Toro Rosso-Ferrari   | 52    | +1 krog     | 15     |     |
| 16  | 14 | Adrian Sutil       | Force India-Mercedes | 52    | +1 krog     | 11     |     |
| 17  | 24 | Timo Glock         | Virgin-Cosworth      | 51    | +2 kroga    | 24     |     |
| 18  | 19 | Heikki Kovalainen  | Lotus-Cosworth       | 51    | +2 kroga    | 18     |     |
| 19  | 20 | Sakon Jamamoto     | HRT-Cosworth         | 51    | +2 kroga    | 23     |     |
| 20  | 25 | Lucas di Grassi    | Virgin-Cosworth      | 50    | +3 krogi    | 21     |     |
| Ods | 18 | Jarno Trulli       | Lotus-Cosworth       | 46    | Menjalnik   | 17     |     |
| Ods | 21 | Bruno Senna        | HRT-Cosworth         | 11    | Hidravlika  | 22     |     |
| Ods | 2  | Lewis Hamilton     | McLaren-Mercedes     | 0     | Trčenje     | 5      |     |
| Ods | 23 | Kamui Kobajaši     | BMW Sauber-Ferrari   | 0     | Menjalnik   | 13     |     |